# Must B 21
Must B 21 é o segundo álbum de estúdio a solo de will.i.am, um dos membros do Black Eyed Peas.

## Faixas
1. "Take It" (participação de KRS-One)
2. "Nahh Mean" (participação de Phife)
3. "B Boyz" (participação de MC Supernatural)
4. "Here 2 Party" (participação de FLII, Planet Asia, Krondon)
5. "Bomb Bomb" (interlude)
6. "Bomb Bomb" (participação de MC Supernatural)
7. "Swing by My Way" (participação de John Legend)
8. "It's Okay" (participação de Triple Seven, Dante Santiago)
9. "It's Okay" (interlude)
10. "Mash Out" (participação de MC Lyte, Fergie)
11. "Ride Ride" (participação de John Legend)
12. "Sumthin' Special" (participação de Niu, Dante Santiago, Taboo)
13. "Sumthin' Special" (interlude)
14. "I'm Ready" (participação de Phil Da Agony, Tash, MC Supernatural)
15. "We Got Chu" (participação de Planet Asia, FLII)
16. "Go!" (interlude)
17. "Go!"